# Placonotus testaceus
Placonotus testaceus – gatunek chrząszcza z rodziny Laemophloeidae.

## Taksonomia
Gatunek ten opisany został po raz pierwszy w 1787 roku przez Johana Christiana Fabriciusa pod nazwą Cucujus testaceus.

## Morfologia

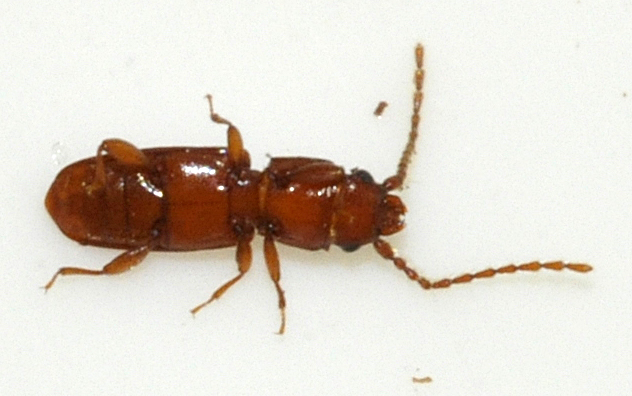
Widok od spodu

Chrząszcz o mocno spłaszczonym grzbietobrzusznie ciele długości od 1,5 do 2,5 mm. Ubarwienie ma jednolicie rdzawoczerwone, rzadziej żółtoczerwone lub żółtawe. Na powierzchni głowy i przedplecza występują delikatne, okrągłe punkty rozstawione na dystanse równe ich średnicy.
Głowę cechuje nadustek wygraniczony od czoła bruzdowatym szwem epistomalnym. Oczy są półkuliście wysklepione. U samca czułki są tak długie jak ciało i zbudowane są z silnie wydłużonych członów, z których te od pierwszego do szóstego porośnięte są długimi szczecinkami. U samicy rozprostowane ku tyłowi czułki sięgają nieznacznie poza połowę długości pokryw, a ich człony są nagie i nieznacznie wydłużone.
Tułów ma przedplecze niemal kwadratowe, o równoległych krawędziach bocznych oraz wyciągniętych w pojedyncze, długie ząbki kątach przednich. U samca szerokości głowy i przedplecza są jednakowe, u samicy zaś głowa jest znacznie węższa od przedplecza. Pokrywy są od 1,4 do 1,7 raza dłuższe niż szerokie, o równoległych brzegach bocznych i zaokrąglonym wierzchołku. Ich międzyrzędy są bardzo delikatnie punktowane i wysklepione w wyraźne żeberka, po pięć na każdej pokrywie. Wyrostek zapiersia ma zaostrzony wierzchołek.

## Ekologia i występowanie
Owad ten zasiedla lasy liściaste i mieszane, zwłaszcza naturalne; brak w drzewostanach intensywnie gospodarowanych. Gatunek saproksyliczny, związany z drzewami liściastymi, przede wszystkim z bukami i dębami. Bytuje pod zmurszałą, odstającą korą powalonych na glebę pni, rzadziej obumarłych pni stojących i leżących na ziemi grubszych gałęzi, a także w chodnikach kornikowatych, głównie z rodzaju pstrak. Zarówno larwy, jak i osobniki dorosłe są mykofagami, żerującymi na różnych grzybach, w tym na powłoczniku dębowym.
Gatunek pierwotnie palearktyczny. W Europie znany jest z  Portugalii, Hiszpanii, Wielkiej Brytanii, Francji, Belgii, Niemiec, Austrii, Włoch, Danii, Szwecji, Finlandii, Polski, Czech, Ukrainy, Chorwacji, Serbii, Czarnogóry, Grecji oraz europejskich części Rosji i Turcji. W Azji podawany jest m.in. z syberyjskiej i dalekowschodniej części Rosji oraz Indii. Ponadto zawleczony został do Stanów Zjednoczonych. W Polsce spotykany jest rzadko, sporadycznie, podawany z rozproszonych stanowisk.